# Wilczomlecz obrotny

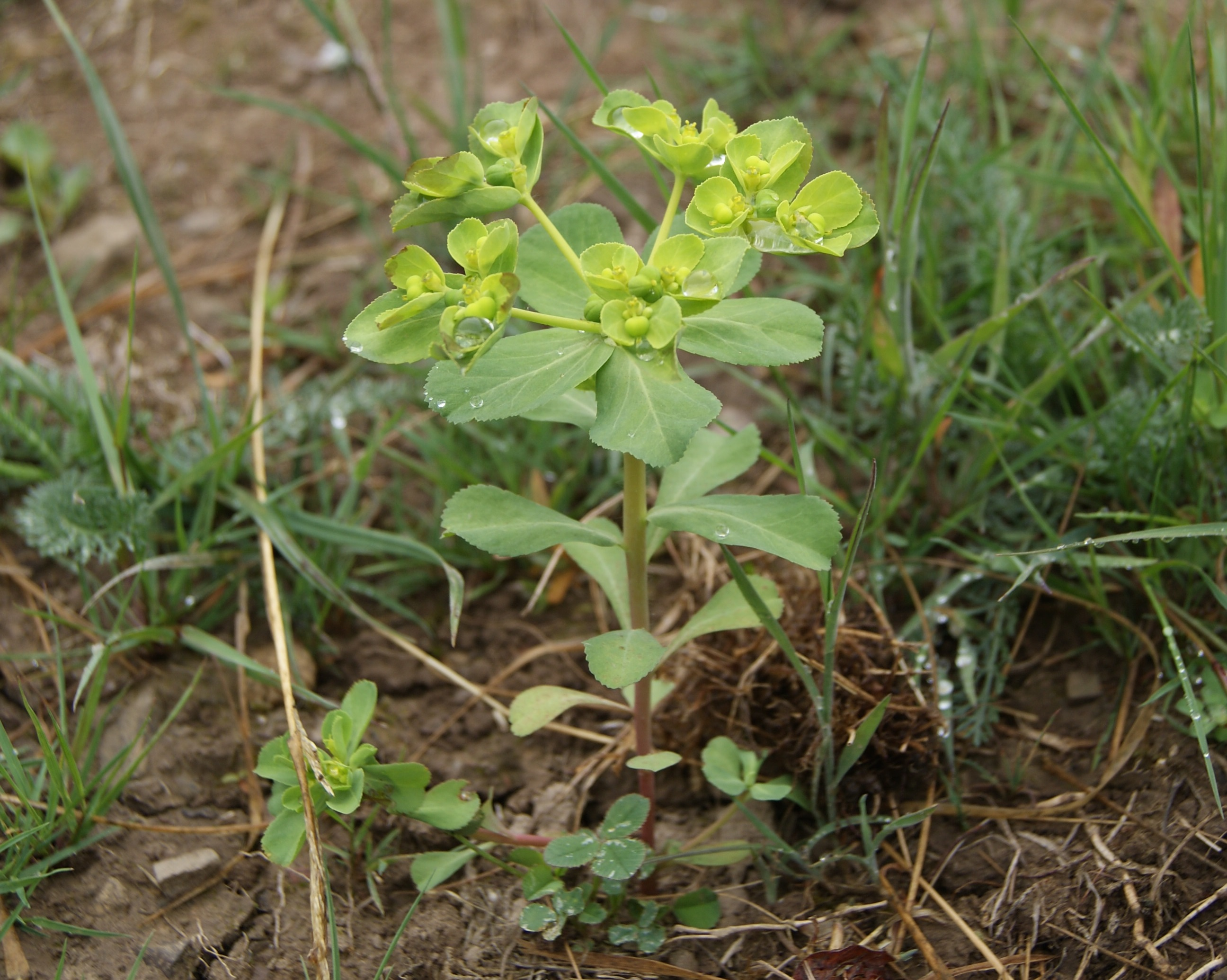
Pokrój

Wilczomlecz obrotny, ostromlecz obrotny (Euphorbia helioscopia L.) – gatunek rośliny należący do rodziny wilczomleczowatych. Występuje w stanie dzikim w Afryce Północnej, Azji i Europie. W Polsce gatunek pospolity (we florze ma status archeofitu). Proponowano dla tego gatunku także nazwę wilczomlecz piłkowany.

## Morfologia
ŁodygaWzniesiona, o wysokości 10–30 cm, rzadko odstająco owłosiona, rozgałęziająca się.
LiścieLiście łodygowe skrętoległe, zwiększające się ku górze, odwrotnie jajowate lub klinowate, krótkoogonkowe, długie do 4 cm, w górnej połowie drobno piłkowane, całe nagie.
KwiatyPięcioramienne wierzchotki z czarkowatymi podsadkami. W dolnej części ramiona wierzchotki są trójdzielne, w górnej dwudzielne. Cztery do pięciu odwrotnie jajowatych miodników. Kwiaty i cały kwiatostan mają żółtozielony kolor.
OwoceNagie torebki. Nasiona z elajosomami.
KorzeńCienki, nie tworzący pędów przybyszowych.

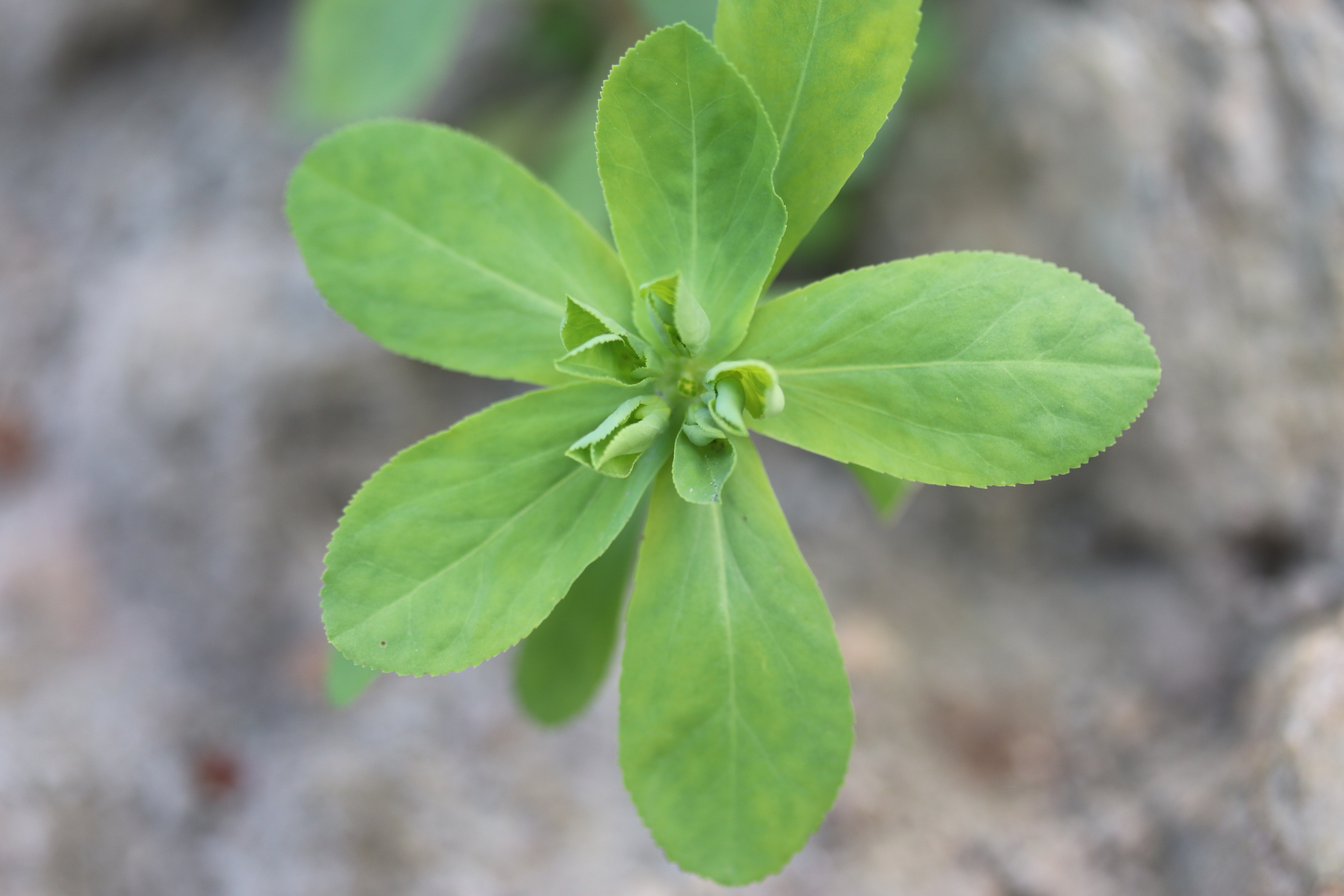
Liście
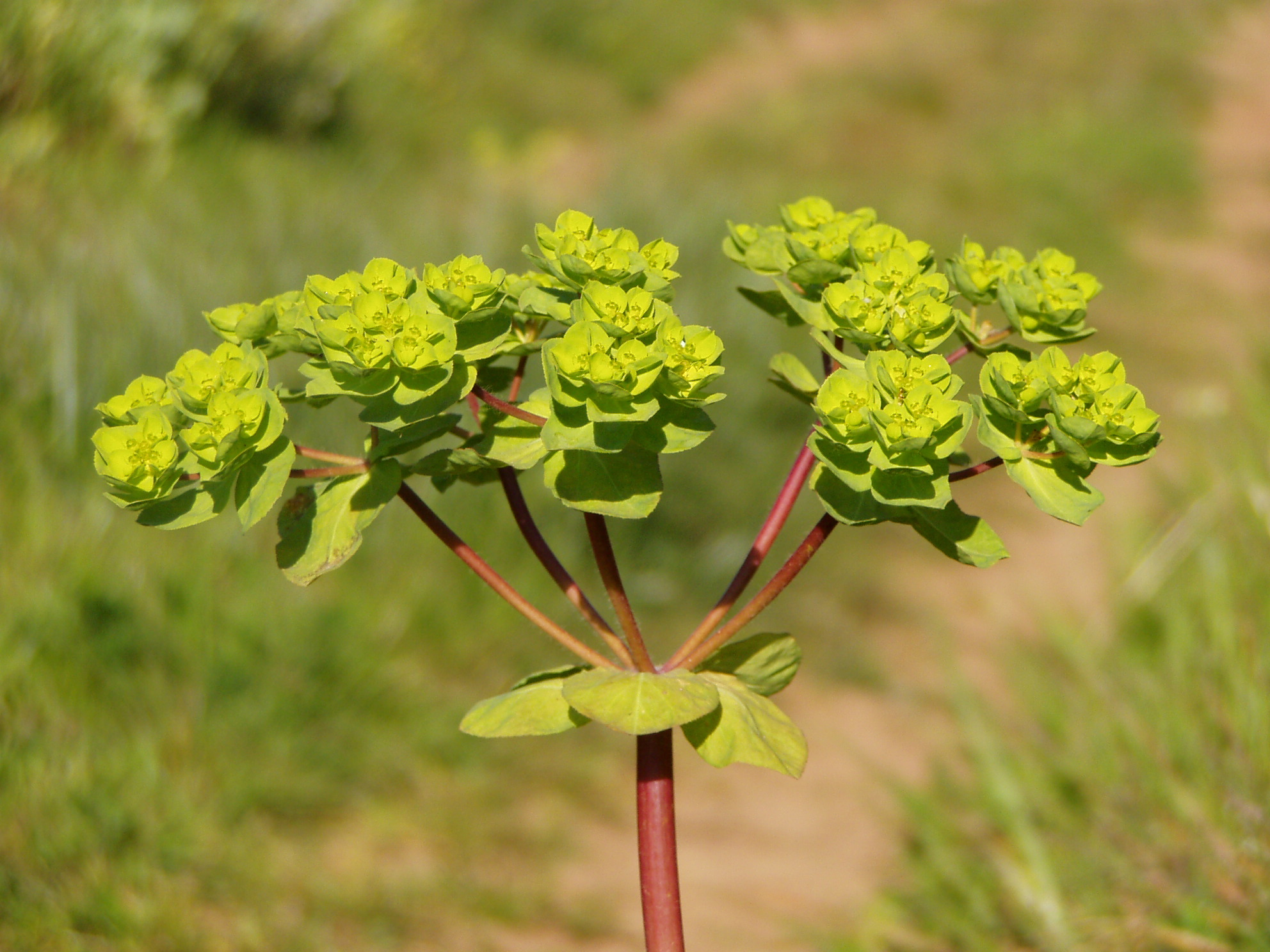
Kwiatostan
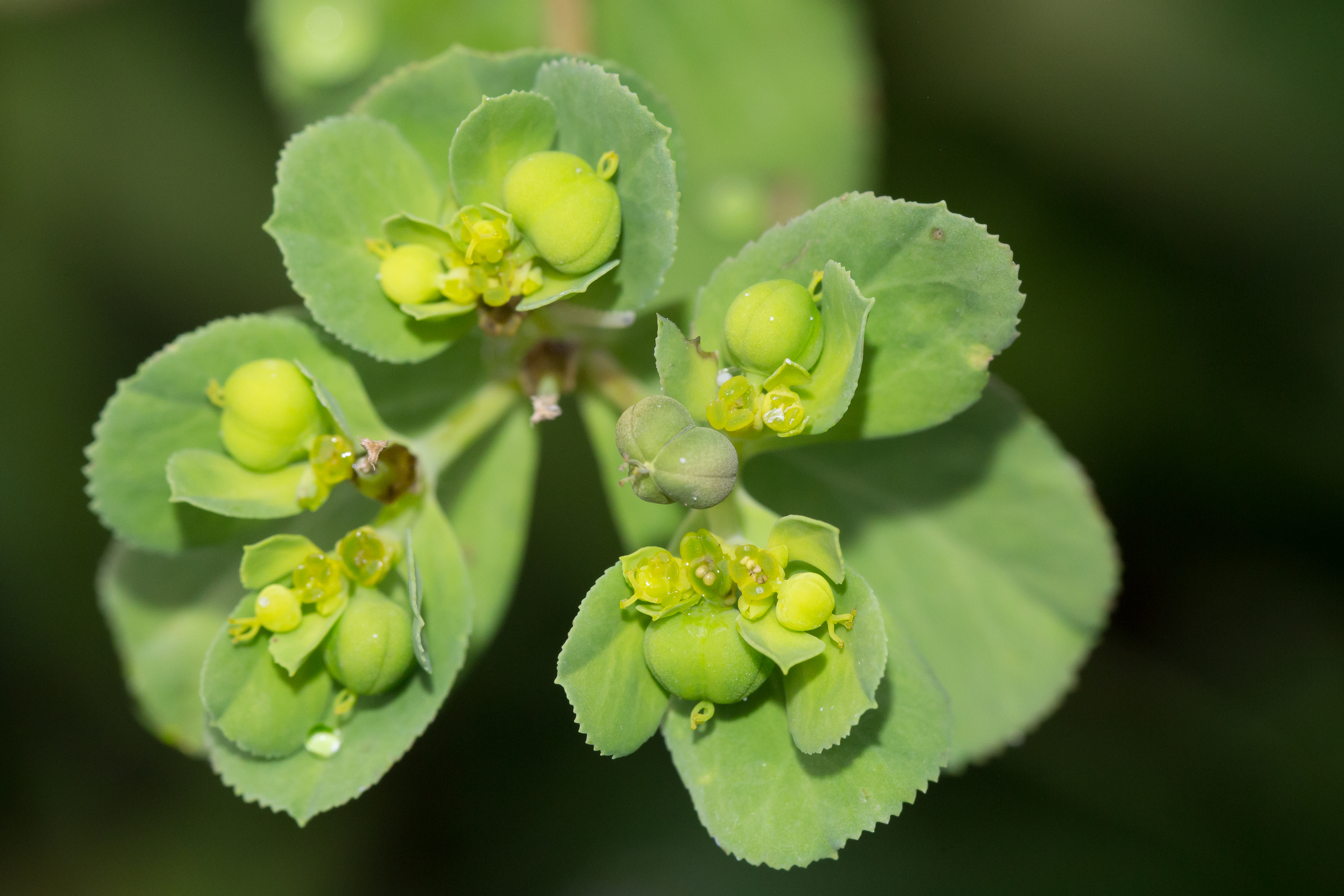
Kwiaty i owoce
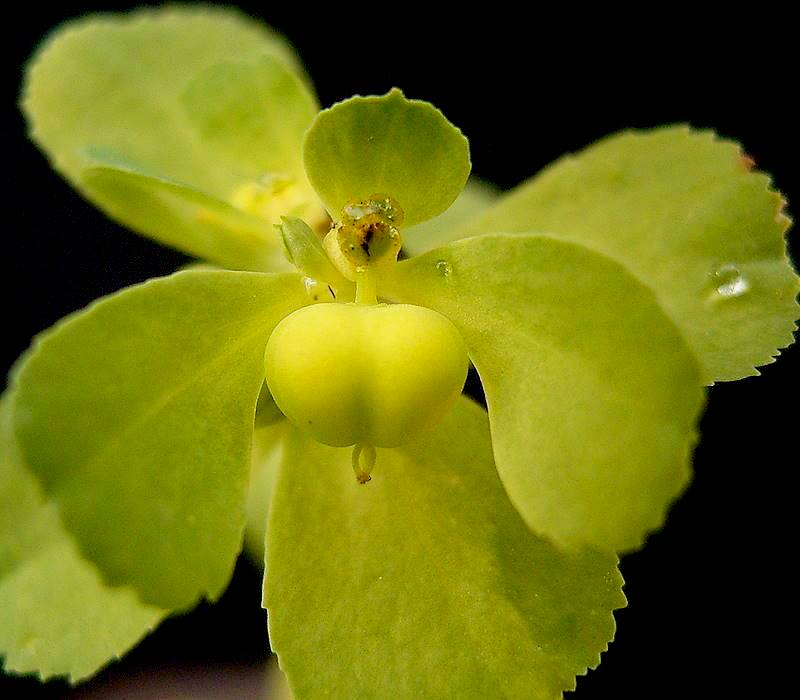
Owoc

## Biologia i ekologia
Roślina jednoroczna. Kwitnie od kwietnia do października, jest owadopylna (zapylana przez muchówki). Nasiona posiadające elajosom roznoszone są przez mrówki (myrmekochoria). 
Rośnie najczęściej jako chwast na polach i w ogrodach (zachwaszcza przeważnie zboża i warzywa), poza tym na przydrożach i nieużytkach. Preferuje luźne gleby zasobne w związki azotu i zasadowe. W klasyfikacji zbiorowisk roślinnych gatunek charakterystyczny dla związku (All.) Polygono-Chenopodion. Roślina trująca, zawiera trujący sok mleczny, groźny zwłaszcza dla zwierząt. Zawiera flawonoidy, kauczuk, saponiny, kwas elagowy i kawowy. Liczba chromosomów 2n = 42.